# Гваньо
Гуаньо (фр. Guagno, корс. Guagno) — коммуна во Франции, находится в регионе Корсика. Департамент коммуны — Южная Корсика. Входит в состав кантона Севи-Сорру-Чинарка. Округ коммуны — Аяччо.
Код INSEE коммуны — 2A131.

## Население
Население коммуны на 2008 год составляло 156 человек.
| 1962 | 1968 | 1975 | 1982 | 1990 | 1999 | 2008 |
| ---- | ---- | ---- | ---- | ---- | ---- | ---- |
| 268  | 269  | 253  | 242  | 145  | 139  | 156  |

## Экономика
В 2007 году среди 59 человек в трудоспособном возрасте (15—64 лет) 42 были экономически активными, 17 — неактивными (показатель активности — 71,2 %, в 1999 году было 62,0 %). Из 42 активных работали 36 человек (22 мужчины и 14 женщин), безработных было 6 (4 мужчины и 2 женщины). Среди 17 неактивных 6 человек были учениками или студентами, 7 — пенсионерами, 4 были неактивными по другим причинам.